# Schellerten
Schellerten é um município da Alemanha localizado no distrito de Hildesheim, estado de Baixa Saxônia.